# 石平 (評論家)
石 平（せき へい、出生名：石 平、シー・ピン、拼音: Shí Píng、日本名：北埜 陽（きたの よう）、1962年〈昭和37年〉1月30日 - ）は、日本の政治家、国際問題評論家。日本維新の会所属の参議院議員（1期）。
主に日中問題・中国問題を評論している。2007年（平成19年）11月に日本に帰化した。

## 人物

### 生い立ちから日本との関わり
1962年1月30日、中華人民共和国の四川省成都市に誕生した。1966年5月に始まった文化大革命の最中、教師であった両親が大学から農場へ下放された。父親は物理教師であったが、下放されてからは豚の畜産に従事しており、以後、四川省の農村部で漢方医である祖父によって養育された。祖父は石に漢方医を継がせるべく、医者になるための教養として密かに「論語」を教えていたが、石が11歳の時に肺がんで死去した。
中学校時代はゴミ拾いの貧しい老婆が近所に住んでいて、いつも学校帰りの石少年ら子供たちに、笑顔で「勉強頑張ってね」と声をかけていたが、ある日突然その老婆がいなくなり、「反革命分子」として政府に逮捕されたことを知った。数日後に老婆はトラックに乗せられて町中の市民に見せつけるため一巡させられた後、処刑場で銃殺された。この老婆が「反毛主席」の大罪で処刑された理由が、「ゴミ捨て場から拾った毛沢東の顔写真が印刷された新聞紙で大根を包んでいたから」ということをその後知った石少年は衝撃を受けた。
1980年9月に北京大学哲学部に入学し、1984年7月に卒業した。北京大学在学中の1982年頃より毛沢東暴政の再来を防ぐ目的で民主化運動に情熱を傾け始める。1988年（昭和63年）4月に日本に留学して日本語学校に入学した。1966年5月の文化大革命及び1989年6月に勃発した天安門事件における党の党利党略ぶりへの憤怒と絶望感を抱き、「この国にはもはや用が無い。何の愛着も義理も無い。」と祖国である中華人民共和国との精神的決別に至った。その一方、留学中の日本で中国の古き時代の隋・唐文化を守って発展させた日本文化に魅力を感じるようになり、孔子や論語の思想が日本の精神に生き続けていると感激し、次第に「愛日主義者」となっていった。
2002年（平成14年）1月に中華人民共和国国内に広がる反日感情をレポートした書物を出して論壇デビューを果たし、以来『正論』などの保守論壇誌に論考を寄稿し、日中関係・中国問題などを論じている。

### 日本へ帰化
2007年（平成19年）11月30日には日本に帰化し、2008年（平成20年）4月に拓殖大学客員教授に就任した。夏には公式サイトを開設し（#外部リンク）、同時にまぐまぐの無料メールマガジンも発行開始した。
帰化する前の本名は石平〈せき・へい〉で、帰化後も言論活動で使用しているが、石平だと日本では苗字だと思われることもあり、ツイッターでは差別化を兼ねて冗談半分で「太郎」をつけて『石平太郎』と名乗っていた（混乱を防ぐために、2024年10月にアカウント名を『石平』に変えている）。
2009年（平成21年）3月より産経新聞で、隔週連載コラム「石平のChina Watch」の連載を開始した。同年8月14日に『私は「毛主席の小戦士」だった』の改題改訂版である『私はなぜ「中国」を捨てたのか』を刊行した。
2025年（令和7年）2月12日、同年夏に執行される第27回参議院議員通常選挙に、日本維新の会公認で比例区より立候補することが発表されたが、同年3月2日に自身のX（旧Twitter）を更新し、インターネット上での誹謗中傷で家族が動揺したこと等を理由に参院選に出馬しないことを表明した。同年6月24日、参院選比例代表に日本維新の会公認で立候補することが再び発表された。自らのXで家族の問題は解決したと説明した上で、「日本の対中外交を徹底的に正していくことは自分が背負うべき責務の一つになっているのではないかと確信している」と投稿した。
同年7月20日の投開票の結果、47,939票を獲得して得票数4位となり、日本維新の会が比例区議席配分で4議席を確保したことにより、参議院議員に初当選した。議員任期始期に先んじて、同年7月30日付で参議院議長により現在の通称名「石平」が議員氏名として使用が許可されている。

## 活動・主張

### 歴史認識
2011年3月に出版された『日中をダメにした9人の政治家』では、『日本の教育については「子供達に一方的に、日本は侵略国家だったと教えるのは止めるべきである（以下省略）。道徳心や愛国心を教えるのも当然だが、歴史教科書の記述は中立でなければならない。」』と主張している。
中国崩壊論の代表的な論者とみなされることが多いが、石平本人は「崩壊するなどとは言っていない」・「いつ崩壊するなどと予言したことはない。持続不可能と指摘しているだけだ」とニューズウィークのインタビューで主張している。中国崩壊というタイトルをつけた自著については、出版社側が勝手にそのような名称にしただけだと主張している。また中国に先駆け、日本はバブル景気が弾けた時に崩壊したと主張している。
同年3月に出版された『一体どこが「侵略」だというのか』では、『日本に来るまで南京大虐殺など一度も聞いたことが無かった。中国の小学校、中学校の教科書にも南京大虐殺なんて載ってませんでした（以下省略）。蔣介石自身も抗議していない。日本留学から中国に帰ったとき、南京出身の大学のクラスメイトに、「親父さんかお祖父さんから、大虐殺の噂を聞いたことがあるか」と聞いたら、やはり「ない」と言っていました。中国では、歴史的な大虐殺が何度もありました（以下省略）。そういう所を掘り返すと、たしかに人骨がいっぱい出てくるんです。面白いことに、二千年前の記述でも嘘じゃなくて、必ず出てくる。しかし、南京から何十万体の骨が出てきたなんて話、一つも聞いたことがない』などと主張している。

### 文明論
2006年10月に出版された著書の『私は「毛主席の小戦士」だった』の後半部分で独自の日中の文明比較論を行い、皇室と神道を「コア」とする日本の民族・文化などを賞賛し、自らは日本を愛する「愛日主義者」であると宣言した。岡崎久彦が産経新聞の「正論欄」で、石の日本観を「その日本理解の深さは明治以来の外国人哲学者の中でもトップクラス」だと評価し、入江隆則と伊原吉之助も同じ「産経新聞・正論欄」にて石の「日本文明論」を評価している。
2007年12月に出版された渡部昇一・岡崎久彦・葛西敬之・山谷えり子・北尾吉孝などとの対談集『論語道場』などでは、「中国で生まれた孔子の論語の精神は、むしろ日本で一番よく理解されて生かされている」との見方を示し、日本語における「敬語」の体系の奥深さについて触れつつ、「礼の心」の言語感覚が自然に身についている日本人の精神世界にこそ、「孔子様の思想と心情の真髄」が生きて受け継がれていると語っている。

### その他
- 中国問題に関する論評では、定番の政治問題・社会問題・外交戦略以外に経済問題を取り上げることもある。
- 2012年9月5日、石平、三宅久之、すぎやまこういちなど保守系の著名人28人は、同年9月の自由民主党総裁選挙に向けて、「安倍晋三総理大臣を求める民間人有志の会」を発足させた[26][注 2]。同日、同団体は安倍晋三の事務所に赴き、出馬要請をした[37][28]。9月26日、総裁選が実施され、安倍が当選した。
- 2008年（平成20年）9月26日から10月2日までに台湾を訪問し、台湾の民主主義を絶賛して李登輝元総統にも会っている。李は石に対し、「あなたの本を読んで感心していますよ」と言ったという[38]。
- 旧統一教会系の世界日報社『ビューポイント』のWeb版で記事を寄稿[39]。2014年6月には『世界日報』の読者でつくる「世日クラブ」で講演。習近平政権の暴走に警鐘を鳴らした[40]。
- 旧統一教会系の反共産主義政治団体「国際勝共連合」からもインタビューを受けており、公式サイトに記事が掲載されている[41]。
- 2017年7月に韓国起源説について、『朝鮮半島最初の王朝・衛氏朝鮮は中国人が建国したという史実や、朝鮮の歴代王朝が中華帝国の属国となり続けたことの劣等意識から、韓民族は建国物語『檀君神話』を生み出した。」・「儒教など中華の文化に染まり、元や清のように中華世界が夷狄に支配されたことで、「朝鮮こそ本当の中華。」と思うようになり、その自尊感情が「何でも韓国起源」のウリナラ史観に繋がった。』と分析している[42]。

## 出演

### テレビ
- 教えて!ニュースライブ 正義のミカタ（朝日放送テレビ）
- そこまで言って委員会NP(読売テレビ)
- 報道番組「ウェークアップ」(読売テレビ)
- 新報道2001(フジテレビ)他

### インターネット番組
- 真相深入り!虎ノ門ニュース（DHCテレビ）- 2017年8月3日- 第1週木曜レギュラー、2019年12月1日- 第3週月曜レギュラー
- チャンネルくらら - 不定期
- 文化人放送局 - 不定期
- YouTubeチャンネル

石平、中国を斬る！　2020年6月3日 - 2020年6月15日
石平の中国深層分析　2020年6月16日 - 2020年10月12日
石平の中国深層分析と中国週間ニュース解説　2020年10月16日 -

## 著作

### 単著
- 『なぜ中国人は日本人を憎むのか』PHP研究所、2002年1月16日。ISBN 4-569-62004-3。
- 『中国「愛国攘夷」の病理――吹き荒れる電脳ナショナリズム』小学館〈小学館文庫〉、2002年6月。ISBN 4-09-402746-7。
- 『数字が証す中国の知られざる正体――「21世紀は中国の世紀」のウソを暴く』日本文芸社、2002年9月。ISBN 4-537-25115-8。
- 『「日中友好」は日本を滅ぼす！――歴史が教える「脱・中国」の法則』講談社〈講談社+α新書〉、2005年7月20日。ISBN 4-06-272327-1。
- 『中国人だから見える日中の宿命』扶桑社、2006年5月。ISBN 4-594-05159-6。
- 『私は「毛主席の小戦士」だった――ある中国人哲学者の告白』飛鳥新社、2006年10月19日。ISBN 4-87031-761-3。
  - 『私はなぜ「中国」を捨てたのか』（新版）ワック〈Wac bunko B-110〉、2009年8月14日。ISBN 978-4-89831-610-8。 - 『私は「毛主席の小戦士」だった』の改題・改訂版。
    - 『【新装版】私はなぜ「中国」を捨てたのか』ワック、2019年3月13日。ISBN 978-4898317914。  - 『私はなぜ「中国」を捨てたのか』に加筆した新装版。
- 『中国大虐殺史――なぜ中国人は人殺しが好きなのか』ビジネス社、2007年11月。ISBN 978-4-8284-1401-0。
  - 『なぜ中国人はこんなに残酷になれるのか 中国大虐殺史』ビジネス社、2012年11月22日。ISBN 978-4-8284-1685-4。 - 『中国大虐殺史』の改題。
- 『論語道場　『論語』の教えが人生を教えてくれた』致知出版社、2007年12月。ISBN 978-4-88474-797-8。
- 『これが本当の中国33のツボ――知っているようで知らない』海竜社、2008年3月。ISBN 978-4-7593-1014-6。
- 石平 著「中国史とは虐殺の歴史だ」、西村幸祐 責任編集 編『拉致と侵略の真実 教科書が教えない日本被害史 完全保存版』オークラ出版〈OAK MOOK 199号 撃論ムック Vol.9〉、2008年3月。ISBN 978-4-7755-1143-5。
  - 石平「中国史とは虐殺の歴史だ」『日本被害史 世界でこんなに殺された日本人』オークラ出版、2012年12月24日。ISBN 978-4-7755-1980-6。
- 『中国「悪魔の辞典」』小学館〈Clickシリーズ〉、2008年7月30日。ISBN 978-4-09-387802-9。
- 『2010年　中国が牙をむく』PHPパブリッシング、2008年11月。ISBN 978-4-569-70362-6。
- 『中国経済崩壊の現場――中国のメディアが語る』海竜社、2009年1月。ISBN 978-4-7593-1051-1。
- 『中国大逆流――絶望の「天安門20年」と戦慄の未来像』ベストセラーズ、2009年5月25日。ISBN 978-4-584-13162-6。
- 『なぜ、日本人は日本をおとしめ中国に媚びるのか』ワック〈Wac bunko B-114〉、2009年11月24日。ISBN 978-4-89831-614-6。
- 『謀略家たちの中国――中国四千年の悲哀』PHP研究所、2009年11月25日。ISBN 978-4-569-77523-4。
- 『中国の経済専門家たちが語る　ほんとうに危ない！中国経済』海竜社、2010年9月。ISBN 978-4-7593-1151-8。
- 『日中をダメにした9人の政治家』ベストセラーズ、2011年3月25日。ISBN 978-4-584-13298-2。
- 『中国ネット革命』海竜社、2011年5月。ISBN 978-4-7593-1183-9。
- 『中国人の正体』宝島社、2011年6月。のち〈宝島SUGOI文庫〉、2012年2月。
- 『【中国版】サブプライム・ローンの恐怖』幻冬舎〈幻冬舎新書〉、2011年9月。
- 『わが子に教えたい日本の心　武士道精神の源流』PHP研究所、2012年3月。
- 『中国　崩壊と暴走、3つのシナリオ』幸福の科学出版、2012年5月。
- 『中国人に負けない7つの方法』宝島社、2012年7月。
のち改題・文庫『中国人の嘘にだまされない7つの方法』宝島社〈宝島SUGOI文庫〉、2013年1月。
- 『なぜ中国人はこんなに残酷になれるのか　中国大虐殺史』ビジネス社、2012年11月。
- 『尖閣問題。真実のすべて』海竜社、2012年12月。 - 山田吉彦、岡崎久彦との対談を収録。
- 『日中新冷戦構造』イースト・プレス〈イースト新書〉、2013年6月。
- 『「歪んだ経済」で読み解く中国の謎：習近平と中国は何を狙っている？』ワニ・プラス〈ワニブックスPLUS新書〉、2013年6月。
- 『「全身病巣」国家・中国の死に方　蝕まれた虚像の大国が悲鳴を上げる』宝島社、2013年10月。のち加筆・修正・文庫〈宝島SUGOI文庫〉、2014年9月。
- 『なぜ中国から離れると日本はうまくいくのか』PHP研究所〈PHP新書〉、2013年11月。
- 『なぜ中国人にはもう1%も未来がないのか』徳間書店、2014年5月。
- 『世界征服を夢見る嫌われ者国家中国の狂気　習近平体制崩壊前夜』ビジネス社、2014年6月。
- 『日本人になった中国人　帰化人が見た靖国神社のすべて　日本人は「靖国神社」にお参りしよう！』海竜社、2014年7月。 - 年表あり。
- 『中国崩壊カウントダウン　中国は崩壊の歴史を必ず繰り返す！』宝島社、2014年7月。 - 文献あり。
- 『なぜ中国は覇権の妄想をやめられないのか　中華秩序の本質を知れば「歴史の法則」がわかる』PHP研究所〈PHP新書〉、2015年3月。
- 『中国「歴史認識」の正体：繰り返される歴史改ざんの大罪』宝島社、2015年7月。
- 『「死に体」中国の宿命』宝島社〈宝島SUGOI文庫〉、2015年8月。
- 『暴走を始めた中国2億6000万人の現代流民』講談社、2015年10月。
- 『習近平にはなぜもう100%未来がないのか』徳間書店、2015年11月。
- 『なぜ中国はいつまでも近代国家になれないのか』PHP研究所、2015年12月。
- 『韓民族こそ歴史の加害者である』飛鳥新社、2016年5月。
- 『偽装国家・中国の「歴史認識」』宝島社〈宝島SUGOI文庫〉、2016年5月。
- 『中国から帰化して驚いた　日本にはびこる「トンデモ左翼」の病理』徳間書店、2016年9月。
- 『狂気の沙汰の習近平体制　黒い報告書』ビジネス社、2016年10月。
- 『なぜ中韓はいつまでも日本のようになれないのか　わが国だけが近代文明を手に入れた歴史の必然』KADOKAWA、2017年1月。
- 『トランプvs.中国は歴史の必然である：近現代史で読み解く米中衝突』産経新聞出版、2017年2月。
- 『朝鮮半島はなぜいつも地獄が繰り返されるのか：中国人ですら韓民族に関わりたくない本当の理由』徳間書店、2017年6月。
- 『中国が反論できない　真実の尖閣史』いしゐのぞむ（史料監修）、扶桑社、2017年8月。のち新書〈扶桑社新書〉、2020年12月。
- 『教えて石平さん。日本はもうすでに中国にのっとられているって本当ですか？』SBクリエイティブ〈SB新書〉、2017年8月。
- 『冗談か悪夢のような中国という災厄：習近平思想と権力闘争の行方』ビジネス社、2017年9月。
- 『習近平の終身独裁で始まる中国の大暗黒時代』徳間書店、2017年11月。
- 『なぜ日本だけが中国の呪縛から逃れられたのか　「脱中華」の日本思想史　』PHP研究所〈PHP新書〉、2018年1月。
- 『なぜ中国は民主化したくてもできないのか　「皇帝政治」の本質を知れば現代中国の核心がわかる』KADOKAWA、2018年3月。
- 『結論！　朝鮮半島に関わってはいけない 東アジアと世界のトラブルメーカー』飛鳥新社、2018年5月。
- 『中国五千年の虚言史：なぜ中国人は嘘をつかずにいられないのか』徳間書店、2018年7月。
のち新書〈NEW CLASSIC LIBRARY〉、2021年2月。
- 『アメリカの本気を見誤り、中国を「地獄」へ導く習近平の狂気』ビジネス社、2018年10月。
- 『中国人の善と悪はなぜ逆さまか　宗族と一族イズム』産経新聞出版、2018年12月。
- 『なぜ論語は「善」なのに、儒教は「悪」なのか 日本と中韓「道徳格差」の核心』PHP研究所〈PHP新書〉、2019年3月。
- 『なぜ中国は日本に憧れ続けているのか』SBクリエイティブ〈SB新書〉、2019年6月。
- 『中国をつくった12人の悪党たち』PHP研究所〈PHP新書〉、2019年7月。
- 『アメリカは絶対許さない！　「徹底抗戦」で中国を地獄に導く習近平の罪と罰』ビジネス社、2019年9月。
- 『朝鮮通信使の真実：江戸から現代まで続く侮日・反日の原点』ワック〈WAC BUNKO〉、2019年11月。
- 『日本の心をつくった12人：わが子に教えたい武士道精神』PHP研究所〈PHP新書〉、2020年1月。
- 『中国はなぜいつも世界に不幸をバラ撒くのか』徳間書店、2020年3月。
- 『石平の裏読み三国志　英雄たちに学ぶ乱世のリーダーシップ』PHP研究所、2020年4月。
- 『漫画でわかった！　 習近平と中国』かや書房、2020年6月。
- 『石平の眼　日本の風景と美』石平（写真）、ワック、2020年6月。
- 『世界史に記録される2020年の真実　内憂外患、四面楚歌の習近平独裁』ビジネス社、2020年11月。
- 『石平の新解読・三国志　「愚者」と「智者」に学ぶ生き残りの法則』PHP研究所、2021年4月。
- 『中国共産党　暗黒の百年史』飛鳥新社、2021年6月。
- 『中国 vs. 世界 最終戦争論 そして、ポスト・コロナ世界の「復興」が始まる』清談社Publico、2021年10月。

### 共著・編著・共編著
- 黄文雄、呉善花共著『売国奴』ビジネス社、2007年10月。ISBN 978-4-8284-1387-7。
  - 呉善花、黄文雄 共著『売国奴　なぜ中韓は反日を国是とするのか』（新装版）ビジネス社、2013年1月17日。ISBN 978-4-8284-1692-2。
- 日下公人 共著『日本と中国は理解しあえない』PHPパブリッシング(出版) PHP研究所(発売)、2008年4月1日。ISBN 978-4-569-69938-7。
- 日下公人 共著『中国の崩壊が始まった！』ワック〈Wac bunko〉、2008年6月28日。ISBN 978-4-89831-584-2。
- ペマ・ギャルポ 共著『ならずもの国家 中国の本性――蹂躙されたチベット』ワック〈Wac bunko〉、2008年8月29日。ISBN 978-4-89831-588-0。
- 黄文雄、呉善花 共著『帰化日本人――だから解る日本人の美点・弱点』李白社、2008年11月。ISBN 978-4-89451-903-9。
- 三橋貴明 共著『中国経済がダメになる理由――サブプライム後の日中関係を読む』PHP研究所、2009年4月15日。ISBN 978-4-569-70758-7。
- 宮崎正弘 共著『絶望の大国、中国の真実――日本人は、中国人のことを何も分かっていない！』ワック〈Wac bunko B-102〉、2009年5月8日。ISBN 978-4-89831-602-3。
- 中嶋嶺雄 共著『「日中対決」がなぜ必要か――中国・建国以来の真実と影』PHPパブリッシング(出版) PHP研究所(発売)、2009年9月18日。ISBN 978-4-569-77336-0。
  - 中嶋嶺雄『中国とは何か　建国以来の真実と影』石平 聞き手、PHPパブリッシング、2013年9月。ISBN 978-4-907440-01-5。
- 岡崎久彦、渡部昇一 共著『日本の歴史を解く9つの鍵　古代～幕末編』海竜社、2009年11月。ISBN 978-4-7593-1098-6。
- 宮崎正弘 共著『増長し、無限に乱れる「欲望大国」中国のいま』ワック〈Wac bunko B-115〉、2010年1月15日。ISBN 978-4-89831-615-3。
- 西村幸祐 共著『日本よ！米中を捨てる覚悟はあるか』徳間書店、2010年5月。ISBN 978-4-19-862962-5。
  - 『中国を捨てよ』イースト・プレス〈イースト新書 028〉、2014年4月。ISBN 978-4-7816-5028-9。 - 西村 & 石 (2010)の改題、改訂し、新規対談を加える。
- 加瀬英明 共著『徹底解明！ここまで違う日本と中国――中華思想の誤解が日本を亡ぼす』自由社、2010年7月10日。ISBN 978-4-915237-56-0。
- 有本香 共著『バブル崩壊で死ぬか、インフレで死ぬか――不動産国家・中国の行方』ワック〈Wac bunko B-134〉、2010年9月29日。ISBN 978-4-89831-634-4。
- 藤岡信勝、茂木弘道・加瀬英明・石平・田久保忠衛・平松茂雄・川村純彦・佐藤守・西尾幹二・高市早苗 著、藤岡信勝、加瀬英明 編『中国はなぜ尖閣を取りに来るのか』自由社、2010年12月。ISBN 978-4-915237-59-1。
- 西尾幹二、井尻千男・早瀬善彦・岩田温・平松茂雄・田中英道・南出喜久治・遠藤浩一・石平・稲田朋美・水島総・渡部昇一 共著『中国が攻めてくる！　日本は憲法で滅ぶ』総和社、2011年2月。ISBN 978-4-86286-048-4。
- 小林よしのり、石平・呉善花・鄭大均・ペマ・ギャルポ・ビル・トッテン・金美齢『新日本人に訊け! 帰化 ゴーマニズム対論集』飛鳥新社、2011年5月10日。ISBN 978-4-86410-084-7。
- 長谷川慶太郎 共著『解放軍の原爆を日本に落とさせるな』フォレスト出版、2011年7月。ISBN 978-4-89451-936-7。
- 高市早苗、遠藤浩一・富岡幸一郎・中村粲・斎藤吉久・ロマノ・ヴルピッタ・石平・山村明義・高森明勅『日本人なら学んでおきたい靖國問題』青林堂、2011年8月。ISBN 978-4-7926-0438-7。
- 福島香織 共著『中国人がタブーにする中国経済の真実』PHP研究所、2011年12月22日。ISBN 978-4-569-80213-8。
- 副島隆彦 共著『中国 崩壊か 繁栄か!? 殴り合い激論』李白社(出版) ビジネス社(発売)、2012年6月29日。ISBN 978-4-8284-1670-0。
- 宮崎正弘 共著『中国社会の崩壊が始まった! 2013年の「中国」を予測する』ワック、2012年9月21日。ISBN 978-4-89831-670-2。
- 黄文雄 共著『「中国の終わり」のはじまり　習近平政権、経済崩壊、反日の行方』徳間書店、2012年11月29日。ISBN 978-4-19-863521-3。
- 劉燕子 共著『反旗　中国共産党と闘う志士たち』育鵬社(発行) 扶桑社(発売)、2012年12月14日。ISBN 978-4-594-06747-2。
- 加瀬英明 共著『相手が悪いと思う中国人 相手に悪いと思う日本人』ワック〈WAC BUNKO〉、2012年12月20日。ISBN 978-4-89831-674-0。
- 潮匡人 ほか「第6章 日本文明の7つの特質と、あるべき戦略」『日本の国益 野蛮・中国に勝つための10の論点』幸福の科学出版、2012年12月27日。ISBN 978-4-86395-289-8。
- 宮崎正弘 共著『2013年後期の「中国」を予測する　習近平（ラストエンペラー）の断末魔の叫びが聞こえる』ワック〈WAC BUNKO B-176〉、2013年4月19日。ISBN 978-4-89831-676-4。
- 黄文雄、呉善花 共著『黄文雄（台湾）が呉善花（韓国）、石平（中国）に直撃　日本人は中国人・韓国人と根本的に違う』李白社(出版) 徳間書店(販売)、2013年4月15日。ISBN 978-4-19-863602-9。
- 石平 インタビュー「中国共産党【弾圧と侵略の92年史】」『マスコミが絶対教えてくれない 中国・韓国・北朝鮮』晋遊舎〈晋遊舎歴史探訪シリーズ別冊〉、2013年6月21日。ISBN 978-4-86391-786-6。
- 副島隆彦 共著『歴史・思想・宗教で読み解く中国人の本性（ホンセイ）』李白社(出版) 徳間書店(販売)、2013年7月25日。ISBN 978-4-19-863636-4。
- 黄文雄 共著『中国はもう終わっている』徳間書店、2013年9月18日。ISBN 978-4-19-863667-8。
- 呉善花、黄文雄 共著『日本人の恩を忘れた中国人・韓国人の「心の闇」　呉善花〈韓国〉が黄文雄〈台湾〉、石平〈中国〉に直撃』李白社(出版) 徳間書店(販売)、2013年12月11日。ISBN 978-4-19-863724-8。
- 宮崎正弘 共著『2014年の「中国」を予測する　中国大陸から次々と逃げ出すヒトとカネ』ワック〈WAC BUNKO B-189〉、2013年12月25日。ISBN 978-4-89831-689-4。
- 黄文雄、呉善花 共著『日本人は中韓との「絶交の覚悟」を持ちなさい　石平〈中国〉が黄文雄〈台湾〉、呉善花〈韓国〉に直撃』李白社(出版) 徳間書店(販売)、2014年1月27日。ISBN 978-4-19-863736-1。
- 呉善花 共著『もう、この国は捨て置け！　韓国の狂気と異質さ』ワック〈WAC BUNKO B-193〉、2014年2月。ISBN 978-4-89831-693-1。
- 古森義久 共著『自壊する中国反撃する日本　日米中激突時代始まる!』ビジネス社、2014年8月1日。ISBN 978-4-8284-1763-9。
- 宮崎正弘 共著『2015年中国の真実　中国は習近平に潰される?』ワック〈WAC BUNKO B-204〉、2014年9月19日。ISBN 978-4-89831-704-4。
- 西村幸祐 共著『「反日」の敗北』イースト・プレス、2014年6月。ISBN 978-4-7816-1174-7。
- 黄文雄 共著『日本に敗れ世界から排除される中国』徳間書店、2014年12月20日。ISBN 978-4-19-863890-0。
- 呉善花 共著『反日をやめたら成り立たない国・韓国』ワック、2015年5月18日。ISBN 978-4898317204。
- 黄文雄 共著『これから始まる中国の本当の悪夢: 習近平に迫る経済壊滅、政権分裂、国内大乱』徳間書店、2015年9月18日。ISBN 978-4198640118。
- 宮崎正弘 共著『私たちの予測した通り、いよいよ自壊する中国!』ワック、2015年10月23日。ISBN 978-4898317280。
- 有本香り 共著『リベラルの中国認識が日本を滅ぼす 日中関係とプロパガンダ』産経新聞出版、2015年10月30日。ISBN 978-4819112727。
- ケント・ギルバート、室谷克実 共著『中国・韓国との新・歴史戦に勝つ!』悟空出版、2015年11月20日。ISBN 978-4908117176。
- 村上政俊 共著『最後は孤立して自壊する中国 2017年 習近平の中国』ワック、2016年5月10日。ISBN 978-4898317358。
- ペマ・ギャルポ 共著『日本・インドの戦略包囲網で憤死する中国』徳間書店、2016年6月30日。ISBN 978-4198641726。
- 陳破空 共著『習近平が中国共産党を殺す時 日本と米国から見えた「2017年のクーデター」』ビジネス社、2016年7月30日。ISBN 978-4828419039。
- 百田尚樹 共著『「カエルの楽園」が地獄と化す日』飛鳥新社、2016年11月11日。ISBN 978-4864105224。
- 黄文雄 共著『「トランプ大統領」から始まる中国大乱』徳間書店、2016年12月22日。ISBN 978-4198643218。
- ケント・ギルバート 共著『日本人だけがなぜ日本の凄さに気づかないのか』徳間書店、2017年8月31日。ISBN 978-4198644611。
- 黄文雄 共著『習近平の帝政復活で中国が日本に仕掛ける最終戦争』徳間書店、2018年3月28日。ISBN 978-4198645946。
- 豊田有恒 共著『なぜ中国・韓国は近代化できないのか: 自信のありすぎる中国、あるふりをする韓国』勉誠出版、2018年4月13日。ISBN 978-4585234043。
- 矢板明夫 共著『私たちは中国が世界で一番幸せな国だと思っていた』ビジネス社、2018年6月4日。ISBN 978-4828420318。
- 宮崎正弘 共著『アジアの覇者は誰か 習近平か、いやトランプと安倍だ!』ワック、2018年8月22日。ISBN 978-4898317815。
- 藤井厳喜 共著『米中「冷戦」から「熱戦」へ』ワック、2018年12月19日。ISBN 978-4898317891。
- ケント・ギルバート 共著『「米中冷戦」で日本は漁夫の利を得る』宝島社、2019年3月15日。ISBN 978-4800291974。
- 渡邉哲也 共著『習近平がゾンビ中国経済にトドメを刺す時―日本は14億市場をいますぐ「損切り」せよ!』ビジネス社、2019年5月。ISBN 978-4828420974。
- 安田峰俊 共著『「天安門」三十年 ―中国はどうなる?』育鵬社、2019年6月。ISBN 978-4594082291。
- 宮崎正弘との共著『こんなに借金大国・中国　習近平は自滅へ！：2020年中国の真実』ワック〈WAC BUNKO〉、2019年8月。
- 黄文雄との共著『中国敗戦：米中新冷戦の真実と結末』徳間書店、2019年8月。
- 加瀬英明、ケント・ギルバートとの共著『新しい日本人論：その「強み」と「弱み」』SBクリエイティブ〈SB新書〉、2020年2月。
- 高橋洋一との共著『天国と地獄に向かう世界：習近平のおかげで日本は安泰か』ビジネス社、2020年12月。
- 門田隆将との共著『中国の電撃侵略 2021-2024』産経新聞出版〈産経セレクト〉、2021年2月。
- 宮崎正弘との共著『中国が台湾を侵略する日』ワック〈WAC BUNKO〉、2021年7月。
- 李相哲との共著『なぜ日本は中国のカモなのか』産経新聞出版、2021年9月。
- 掛谷英紀との共著『新型コロナの起源と101年目を迎える中国共産党』かや書房、2021年10月。
- 高橋洋一 との共著『中国経済崩壊宣言！』ビジネス社、2023年8月。ISBN 978-4828425443

### 翻訳
- 胡鞍鋼『かくて中国はアメリカを追い抜く――胡錦濤-温家宝体制の戦略』PHP研究所、2003年6月23日。ISBN 4-569-62865-6。

## 選挙歴
| 当落 | 選挙                     | 執行日         | 年齢 | 選挙区       | 政党         | 得票数    | 得票率 | 定数 | 得票順位 /候補者数 | 政党内比例順位 /政党当選者数 |
| ---- | ------------------------ | -------------- | ---- | ------------ | ------------ | --------- | ------ | ---- | ------------------ | ---------------------------- |
| 当   | 第27回参議院議員通常選挙 | 2025年07月20日 | 63   | 参議院比例区 | 日本維新の会 | 4万7939票 |        | 50   | 4/13               | 4/4                          |